# Ендокринні залози
За́лози вну́трішньої секре́ції або ендокри́нні залози (лат. glandulae endocrinae) — залози, які не мають вивідних проток і секретують свою «продукцію» — гормони, безпосередньо в кров. Саме через це їх називають залозами внутрішньої секреції (ендокринні залози). У людини до ендокринних залоз відносять: епіфіз, гіпофіз, щитоподібну, загруднинну (тимус), паращитоподібні, наднирники, острівці Лангерганса підшлункової залози та ендокринну частину статевих залоз. У зв'язку з цим підшлункову залозу та статеві залози відносять до змішаних залоз за типом секреції.
Ендокринні залози не мають вивідних протоків, секрет виділяється в кров, а з неї надходить у міжклітинну рідину. Основна тканина — залозистий епітелій. Залози добре кровопостачаються та інервуються.
Ендокринні залози функціюють не ізольовано, а системно. Більшість гормональних процесів регулюється гіпофізом, який виділяє тропні гормони, що регулюють діяльність інших залоз. У свою чергу, секреторну діяльність гіпофіза регулює гіпоталамус, нейрони якого продукують нейроендокринні трансмітери, що стимулюють або пригнічують роботу гіпофіза. Ці два органи утворюють єдину гіпоталамо-гіпофізарну систему, в якій перший виконує регулюючу роль, а інший — ефекторну.
Наука, яка вивчає залози внутрішньої секреції — ендокринологія.

## Епіфіз
Епіфіз (corpus pineale; шишкоподібне тіло; пінеальна залоза) — конусоподібний виріст проміжного мозку (епіталамус), верхній мозковий придаток (8 х 4-6 мм) — сплюснутий у краніально-каудальному напрямку, розташовується у поздовжній борозні (між горбками) даху середнього мозку і сполучений з проміжним мозком через спайку повідків надгорбкової ділянки. У людини епіфіз важить 100-200 мг.
Епіфіз синтезує гормон мелатонін, секреція якого залежить від подразнення фоторецепторів сітківки ока світлом. У темноті мелатоніну синтезується більше: світло гальмує його секрецію. Мелатонін впливає й на пігменти клітин шкіри (шкіра при цьому світлішає). Учені припускають, що епіфіз виконує роль внутрішнього годинника, що узгоджує зміни стану організму з циклічними змінами світлої і темної частини доби. Також регулює кровʼяний тиск, періодичність стану сну і неспання,посилює ефективність імунної системи. 
Іннервація: симпатичною нервовою системою. Отримує колатералі від зорового тракту.

## Гіпофіз
Гіпофіз — залоза внутрішньої секреції, розташована в основі головного мозку. Маса залози — 0,5 г. Складається з трьох часток: передньої, середньої та задньої, кожна з яких виробляє власні гормони.
Передня частка гіпофіза здатна посилювати або послаблювати синтез гормонів, які діють на інші залози. Ця частка гіпофіза виробляє гормони, які мобілізують захисні сили організму, стимулюють функцію статевих залоз, регулюють ріст людини (гормон росту) та інші.
Середня частка гіпофіза виробляє меланостимулюючий гормон, який сприяє синтезу меланіну і зумовлює забарвлення шкіри. У разі недостатньої кількості меланостимулюючого гормону виникає захворювання "вітиліго" (лат. vitiligo — недолік).
Задня частка гіпофіза, або нейрогіпофіз, виконує функцію «депо» гормонів, які синтезуються в гіпоталамусі: вазопресин, або антидіуретичний гормон, і окситоцин. Вазопресин підвищує артеріальний кров'яний тиск, зменшує діурез (виведення сечі), звідси й друга його назва антидіуретичний. Окситоцин вибірково діє на непосмуговані м'язи матки, а також стимулює лактацію — вироблення молока молочними залозами.
У разі порушення функції гіпофіза розвиваються різноманітні захворювання. Наприклад, за надлишку гормону росту в молодому віці розвивається гігантизм, людина стає велетнем, а за його нестачі — карликовість. У дорослому віці надмірне виділення гормону росту спричинює непомірне розростання окремих частин тіла (ніс, вуха, кінцівки) — акромегалію.
Функції гіпофіза: контролює вироблення гормонів щитоподібною залозою; стимулює функцію надниркових залоз; контролює функцію чоловічих і жіночих статевих залоз, а саме виділення статевих гормонів; регулює дію плаценти як тимчасової залози; початок пологів, а також ріст організму і водний баланс.

## Щитоподібна залоза
Щитоподібна залоза розташована на передній частині шиї, прикріплюється до трахеї і гортані щільною волокнистою тканиною і прилягає до щитоподібного хряща (звідси її назва). Це непарна та найбільша з ендокринних залоз (маса близько 15-30 г). Складається з двох часток (лівої та правої) і перешийка. 
Фолікулярні клітини щитоподібної залози синтезують йодовмісні гормони тироксин і трийодтиронін, а С-клітини — кальцитонін. Тироксин і трийодтиронін стимулюють розвиток органів і тканин, особливо кісткової та нервової, крім того, вони беруть участь у регуляції обміну речовин. Кальцитонін регулює вміст кальцію, сприяє його збереженню в кістках та є антагоністом паратгормону. Порушення функції щитоподібної залози призводить до захворювань: кретинізму (якщо була нестача тироксину під час внутрішньоутробного розвитку), вторинного гіпотиреозу при нестачі тироксину, базедової хвороби при гіперсекреції йодовмісних горомонів.
За нестачі утворення гормонів щитоподібної залози, що регулюють обмін речовин, у новонароджених може розвинутися кретинізм (відставання у розумовому розвитку), а у дорослих людей — гіпотиреоз, тяжкий ступінь якого класифікується як мікседема (від грец. мікса — слиз і одема — пухлина, набряк та супроводжується набряком шкіри і підшкірної клітковини, випаданням волосся, в'ялістю, сонливістю).
За гіперфункції щитоподібної залози (надлишково секреції тироксину) — розвивається гіпертиреоїдизм. Уперше її описав у 1840 р. німецький лікар Карл Базедов. При цьому підвищується інтенсивність обміну речовин, зростає збудливість нервової системи, спостерігається тремтіння кінцівок, схуднення.
До складу гормонів (тироксин, трийодтиронін) щитоподібної залози входить йод. За нестачі йоду у воді та їжі кількість гормонів щитоподібної залози в крові знижується. Для підтримання необхідної кількості гормонів залози в крові посилюється секреція одного з гормонів гіпофіза, що зумовлює збільшення клітин щитоподібної залози і відповідно — її розмірів. Цю хворобу називають ендемічним зобом. Щоб запобігти цьому захворюванню, вживають профілактичних заходів, основним з яких є йодування кухонної солі. Йод входить до складу окремих продуктів харчування: бура водорість ламінарія (морська капуста), морська риба, волоські горіхи, хурма тощо.
Від гормонів щитоподібної залози залежні; правильний ріст і розвиток тканин, зокрема кісткової, обмін речовин, функціонування нервової системи.

## Паращитоподібні залози
Паращитоподібні залози попарно розташовані на задній поверхні щитоподібної залози парно на кожному з полюсів. Паращитоподібні залози виробляють паратгормон, що є антагоністом кальцитоніну. Якщо кальцитонін щитоподібної залози знижує рівень кальцію у плазмі крові, то паратгормон підвищує його.

## Тимус
Вилочкова залоза (тимус) розташована позаду тіла груднини в верхній третині. Вона складається із залозистих клітин і клітин ретикулярної тканини, властивої органам кровотворення. Вилочкова залоза розвивається до періоду статевого дозрівання, після — то відбувається її зворотний розвиток, у результаті якого епітеліальна тканина залози атрофується і змінюється скупченням жирової тканини. Вилочкова залоза відіграє основну роль у розвитку клітинного імунітету. Вона впливає на дозрівання клітин крові Т-лімфоцитів.

## Надниркові залози
Надниркові залози — це парні залози, що складаються з двох шарів: зовнішнього (кіркового) та внутрішнього (мозкового). Кірковий шар виробляє гормони, які регулюють водно-сольовий обмін, впливають на обмін натрію, калію, а також білків, жирів і вуглеводів.
Мозковий шар виділяє гормони адреналін і норадреналін, які забезпечують термінову мобілізацію всіх ресурсів організму, активізацію функцій органів та їхніх систем, спрямовану на підвищення м'язової працездатності й виживання організму в стресових ситуаціях. Норадреналін має ознаки гормону і медіатору, оскільки здатен передавати збудження в синапсах. Отже, гормони надниркових залоз відіграють важливу роль у захисних і пристосувальних реакціях організму.
В ендокринній регуляції функцій внутрішніх органів беруть участь також деякі відділи нервової системи, зокрема гіпоталамус. Разом з гіпофізом він утворює гіпоталамо-гіпофізарну систему, що є типовим прикладом нервово-гуморальної регуляції функцій організму.

## Залози змішаної секреції
До залоз змішаної секреції належать підшлункова залоза і статеві залози.
Підшлункова залоза виробляє як травний сік (зовнішня секреція), так і гормони (внутрішня секреція). Гормони - інсулін і глюкагон - виробляють особливі клітини, розташовані в підшлунковій залозі у вигляді острівців. Інсулін регулює білковий, жировий і, найголовніше, вуглеводний обмін в організмі, стимулюючи споживання клітинами глюкози в крові та синтез глікогену в печінці і м'язах. Нестача інсуліну призводить до цукрового діабету, який характеризується підвищенням рівня глюкози в крові й тканинах організму. Настає тяжке схуднення, отруєння продуктами неповного розщеплення глікогену і збільшення концентрації глюкози в крові.
У статевих залозах, чоловічих і жіночих, крім розвитку статевих клітин (зовнішня секреція), виробляються гормони (внутрішня секреція), що впливають на розвиток і функцію статевої системи людини.
У чоловічих статевих залозах - сім'яниках - секретуються чоловічі статеві гормони - андрогени. Найактивнішим серед них є тестостерон, який стимулює ріст, розвиток і функцію нормального чоловічого організму. 
У жіночих статевих залозах - яєчниках - синтезуються і виділяються в кров жіночі статеві гормони - естрогени. Вони стимулюють розвиток жіночої статевої системи, вторинних статевих ознак, регулюють менструальний цикл, процеси вагітності, пологів, грудного вигодовування та менопаузи.